# The Royal Family of Broadway
The Royal Family of Broadway és una pel·lícula estatunidenca dirigida per George Cukor i Cyril Gardner, estrenada el 1930.

## Argument
Una pel·lícula sobre teatre i sobre Broadway, que explica la història - amb noms canviats - la saga de la família escènica estatunidenca, a través de la sàtira sobre la família Barrymore. La pel·lícula va suposar el debut de Fredric March, un jove actor de teatre, que interpreta el personatge del que vol ser John Barrymore, i per la qual Mark va ser nominat a l'Oscar al millor actor.

## Repartiment
- Ina Claire: Julie Cavendish
- Fredric March: Tony Cavendish
- Mary Brian: Gwen Cavendish
- Henrietta Crosman: Fanny Cavendish

## Premis i nominacions
Nominacions
- 1931: Oscar al millor actor per Fredric March